# Julien Simon
Julien Simon (født 4. oktober 1985) er en fransk tidligere professionel cykelrytter, der senest kørte for Team TotalEnergies.